# Fernando Daniel
Fernando Daniel (Estarreja, 11 de maio de 1996) é um cantor e compositor português que se tornou conhecido ao participar no Factor X Portugal  e ao  vencer a 4.ª edição do talent show The Voice Portugal. É, a par de Diogo Piçarra, o ex-concorrente de talent shows portugueses decorridos no século XXI que mais sucesso comercial obteve.
Em 2017, deu início à sua carreira, lançando no dia 11 de julho desse mesmo ano o seu primeiro single, "Espera".

## Biografia
Fernando nasceu a 11 de maio de 1996 e cresceu na freguesia de Salreu, Estarreja, Portugal.
Fernando é filho de pais separados, tem duas irmãs mais velhas que cantavam num grupo coral.
Atualmente reside no concelho de Ovar, no distrito de Aveiro, com a namorada, Sara Vidal. Fruto dessa relação, nasceu a primeira filha do casal, Matilde a 14 de dezembro de 2021.
Começou a cantar numa festa de escola e foi daí que num palco de pouca dimensão começou a sonhar em pisar palcos maiores.
Fernando Daniel teve uma banda juntamente com o amigo Fernando Mendoza. "Saints of May" era o nome da banda que atuava frequentemente em bares.
Participou duas vezes no Factor X.
Ganhou o The Voice Portugal 2016.
Concorreu ao Festival RTP da Canção 2017.
O primeiro single original de Fernando Daniel, "Espera", foi lançado em Julho de 2017.
O seu primeiro álbum foi lançado a 16 de Março de 2018.
A 16 de Julho de 2021, lança um novo single "Raro" com videoclipe na qual tem a sua participação, da sua namorada, Sara Vidal e na qual anunciam que vão ser pais do seu primeiro filho. Mais tarde revela que irá ser uma menina, que se chamará Matilde.

## Carreira
Ele apareceu pela primeira vez na indústria musical em 2013, no programa de TV português Factor X (Portugal - 1.ª edição), tendo voltado a entrar na edição seguinte e 2 anos depois no The Voice Portugal 2016.
O primeiro single de Fernando Daniel, "Espera", foi lançado em Julho de 2017. "Espera" está incluído no primeiro álbum de Fernando, "Salto", lançado a 16 de Março de 2018 e que se estreou no 1º lugar da tabela portuguesa de álbuns. Em Janeiro de 2018 foi lançado o segundo single de Salto, "Nada Mais", a que se seguiram "Mágoa", em Maio de 2018, e "Voltas", em Outubro do mesmo ano.
A 30 de Janeiro de 2020 Fernando Daniel finalmente revela na estação da rádio Rfm, que o seu próximo álbum irá se chamar "Presente", e que contará com uma digressão de Norte a Sul de Portugal, e que irá pisar pela primeira vez duas das mais famosas salas de espetáculos do país sendo elas o Coliseu do Porto a 24 de Outubro de 2020 e no Coliseu de Lisboa a 7 de Novembro desse mesmo ano e também com alguns concertos internacionais. A tour se chamará "Presente tour".
Face ao atual quadro de saúde pública decorrente da doença COVID-19 e às restrições e limitações impostas pelas autoridades competentes relativas à realização de concertos em espaços fechados, os concertos inicialmente agendados para o final deste ano, irão agora decorrer em 2021, a 16 de outubro no Coliseu do Porto e a 30 de outubro no Coliseu de Lisboa".
A 17 de Fevereiro no programa "Era o que faltava" da Rádio Comercial, Fernando anuncia que o seu álbum irá ser lançado no dia 3 de Abril de 2020 e ira ser composto por 10 músicas.
No dia 19 de Março, nas suas redes sociais, Fernando decide adiar o seu álbum devido ao surto do vírus COVID-19, ele que reside em Ovar, concelho que está em estado calamidade pública há vários dias permanecendo o cantor e as restantes pessoas da população daquela zona em isolamento total.
"Malta, face à situação que todo o mundo está a atravessar, eu e a minha equipa decidimos adiar o lançamento do PRESENTE para mais tarde. Este é um álbum para que trabalhei imenso nestes 2 últimos anos. Quero ter a certeza que  quando o partilhar com todos vocês isso será feito da maneira certa e num momento diferente. Até lá não vou ficar parado. Mostro-vos musica nova dentro de muito poucos dias, estamos sempre juntos por aqui e continuamos a sonhar com os Coliseus. Obrigado por estarem presentes - desta vez, de outra forma. Vamos sair disto mais fortes! #PRESENTE"
Depois de uma vez adiado devido à pandemia COVID-19, Fernando via redes sociais anuncia nova data para o lançamento do tão esperado álbum "Presente" que sairá dia 10 de Julho.
A 8 de Novembro,Fernando consagra-se como o vencedor do prémio de Best Portuguese Act, dos MTV Europe Music Awards, tornando-se o quarto português a vencer o prémio pela segunda vez, e o segundo a vencê-lo em duas vezes consecutivas.
No inicio do ano de 2022, a 21 de Janeiro, será lançado uma reedição do álbum "Presente", intitulado de "+Presente'" que na qual contará com novas musicas ás que já foram lançadas "Sem Ti" - com Agir -, "Raro", com 3 artistas convidados para cantar musicas do álbum.
A antecipar o lançamento de "+Presente", os 3 duetos com os convidados serão lançados semanalmente no mês de janeiro a dia 6, 13 e 20.
A 26 de maio de 2023, foi lançado o 3º álbum, intitulado de "V.HS (Vol,1)". Nele contam os singles "Prometo" e "Metade", com participação de Beatriz Rosário.

## Concursos de talento

### Factor x Portugal 2013 e 2014
Ele apareceu pela primeira vez na indústria musical em 2013, no programa de TV português Factor X (Portugal - 1.ª edição), acabando por ficar pelo caminho na fase "boot camp". No ano seguinte em 2014, voltou a concorrer mas ficou novamente pelo caminho. No entanto os júris gostaram da sua voz e decidiram juntá-lo com Luana Ribeiro, outra concorrente que foi eliminada. Juntos, eles formaram o grupo BABEL, que finalmente terminou no 4º lugar geral no programa.

### The Voice Portugal
Em 2016, ele apareceu na 4ª temporada do The Voice Portugal 2016, para tentar a sua sorte novamente. A sua prova cega foi um enorme sucesso em todo o mundo e no país, batendo o recorde da prova mais assistida do The Voice (talent show) e tendo a melhor performance dessa fase mundialmente nesse ano. Em dezembro foi o grande vencedor do programa.
A sua prova cega foi tão viral que o jornal El Mundo (Espanha) escreveu um artigo a dizer:
"Nunca sabemos quem será o próximo artista a encher estádios em todo o mundo. Mas parece que encontrámos um. É sempre difícil enfrentar este teste, ainda para mais com um tema de uma artista como a Adele (...) Mas Fernando Daniel atreveu-se. E é claro uma boa aposta, pois só precisou de dez segundos para se juntar ao 'The Voice'", escreve o jornal.

### Festival RTP da canção 2017
Concorreu ao Festival RTP da Canção 2017, com objetivo de participar no Festival Eurovisão da Canção 2017. Fernando Daniel cantou o tema "Poema a Dois", composto por Henrique Feist, alcançando o 5.º lugar na final do certame da RTP1. Nesse mesmo ano, o seu colega Salvador Sobral que venceu o Festival RTP da Canção 2017 foi também o grande vencedor Festival Eurovisão da Canção 2017.

### The Voice Kids
No dia 4 de Outubro 2020, é anunciado que Fernando será um dos mentores do The Voice Kids Portugal, ao lado de Carolina Deslandes, Carlão e Marisa Liz.
Depois de vencer o The Voice como concorrente, Fernando vence o The Voice Kids (2.ª edição portuguesa) como mentor tendo sido Simão Oliveira, o membro da sua equipa a sair vencedor.
Em 2022 volta a ser mentor na 3ª edição do programa com Carlão, Carolina Deslandes e Bárbara Tinoco que substitui Marisa Liz e volta a vencer com a sua concorrente Maria Gil.
Em 2023 volta a ser mentor na 4ª edição juntamente com Carlão, Bárbara Tinoco e Aurea que substitui Carolina Deslandes.
| Ano         | Canal | Programa                    | Obs.                 |
| ----------- | ----- | --------------------------- | -------------------- |
| 2013 - 2014 | SIC   | Factor X Portugal 1         | Concorrente          |
| 2014        | SIC   | Factor X Portugal 2         | Concorrente          |
| 2016        | RTP1  | The Voice Portugal 4        | Concorrente Vencedor |
| 2017        | RTP1  | Festival RTP da Canção 2017 | Concorrente          |
| 2021        | RTP1  | The Voice Kids Portugal 2   | Mentor Vencedor      |
| 2022        | RTP1  | The Voice Kids Portugal 3   | Mentor Vencedor      |
| 2023        | RTP1  | The Voice Kids Portugal 4   | Mentor Vencedor      |
| 2023 - 2024 | RTP1  | The Voice Portugal 11       | Mentor               |

### Enredo
“Enredo” é um projeto pedagógico de Fernando Daniel, que envereda numa parceria com a empresa Betweien, Lda., no mundo dos projetos educativos. “Enredo” é um projeto de Educação para as Redes Sociais, que tem como propósito sensibilizar os mais jovens para a utilização das Redes sociais, consciencializando-os e informando-os, não apenas sobre os seus perigos, mas também sobre as suas potencialidades. O público-alvo são os alunos e as alunas do 3.º ciclo de escolaridade do Ensino Básico e do Ensino Secundário, que terão oportunidade de explorar o conteúdo do projeto, através da leitura, da música e do teatro.
Acrescem às componentes literária e musical do projeto uma peça e uma performance teatral, que mais não são do que a adaptação das histórias do livro ao teatro.
Todas as instituições que trabalhem com público do projeto poderão receber a sua apresentação, em diferentes modelos, que incluem sempre a presença e uma performance musical do Fernando Daniel.
Ao falar do livro, Fernando disse,
"Uso Twitter, Facebook, Instagram e YouTube e tenho uma linguagem diferente para cada rede social, mas tento ser genuíno para o público. E acho que devemos ter vários cuidados e lembrar-nos sempre que a Internet é algo permanente - mesmo que tu apagues, há sempre alguém que pode fazer um print. Não nos podemos esquecer disso"
O livro fala sobre 3 temas essenciais:
"Uso consciente das redes sociais"
"Perigos das redes sociais"
"Potencialidades das redes sociais"
Fernando Daniel escreveu 3 músicas para o projeto que são elas "Tal como és", "Dança" e "Mentir".

## Cinema
| Ano  | Filme/Serie                              | Papel                              | Episódios      |
| ---- | ---------------------------------------- | ---------------------------------- | -------------- |
| 2018 | Rise of the Teenage Mutant Ninja Turtles | Genérico dos episódios (Voz)       |                |
| 2019 | Os Setes Anões e os Sapatos Mágicos      | Príncipe Merlim (Voz)              |                |
| 2019 | Frozen 2                                 | Música Créditos (Muito Mais Além)  |                |
| 2021 | Pôr do Sol (1ª temporada)                | Membro da banda "Lordes da Mocada" | 9              |
| 2022 | Pôr do Sol (2ª temporada)                | Membro da banda "Lordes da Mocada" | 4,6,10,18 e 19 |

Em 2019, deu voz à música "Amigos do Panda", para o Canal Panda.

## Banda sonora
| Temas                        | Telenovelas         | Genérico |
| ---------------------------- | ------------------- | -------- |
| "Espera"                     | A Herdeira          |          |
| "Nada Mais"                  | Valor da Vida       |          |
| "Voltas"                     | A Teia              |          |
| "Tal Como Sou"               | Prisioneira         | (2T) ✓   |
| "Melodia da Saudade"         | Na Corda Bamba      |          |
| "Recomeçar"                  | Amar Demais         |          |
| "Cair"                       | Bem Me Quer         |          |
| "Se Eu" (Ft. Melim)          | Golpe de Sorte (4T) |          |
| "Nada a Perder" (Ft. Carlão) | Por Ti              |          |

## Discografia

### ÁlbumSalto
Salto é o primeiro álbum de Fernando Daniel e é composto por nove canções, algumas escritas e compostas inteiramente por ele e outras em parceria com alguns artistas de renome nacional como Agir, Carolina Deslandes e, por alguns membros do grupo Átoa, Guilherme Alface e João Direitinho, entre outros.

### Musicas do álbum[41]
| Nº | Título           | Single |
| -- | ---------------- | ------ |
| 01 | "Espera"         | ✓      |
| 02 | "Nada Mais"      | ✓      |
| 03 | "Mágoa"          | ✓      |
| 04 | "Tudo Parou"     |        |
| 05 | "Tu"             |        |
| 06 | "Entre Nós"      |        |
| 07 | "Perto"          |        |
| 08 | "Dá-me um Sinal" |        |
| 09 | "Memória"        |        |
| —  | "Voltas"         | ✓      |

A música "Voltas" saiu apenas em exclusivo nas plataformas digitais, tornando-se single a 11 de outubro de 2018.

Perguntado do porque do nome "Salto", Fernando Daniel Respondeu,
"Escolhi o nome "Salto" porque este é o meu primeiro álbum, o que para mim significa dar o salto para alcançar algo e também uma manifestação de objetivo atingido. Desejo alcançar uma carreira duradoura e continua e o primeiro objetivo está cumprido: o meu disco de estreia! Espero poder continuar a dar muito saltos e poder partilhá-los com todos os que me seguem e apoiam e com todas as pessoas que são importantes para mim."
A "tour Salto" iniciou-se com a apresentação do álbum a 30 de Março no Hard Club no Porto e no dia 31 de 2017 no Estúdio Time Out em Lisboa e terminou em Outubro de 2019 com cerca de 140 concertos.

### ÁlbumPresente
"Presente é o segundo álbum de Fernando Daniel e é composto por 10 canções mais uma "Intro"
Ao explicar o nome deste álbum, ele diz que o nome "presente" vem de presença no sentido de se afirmar no mundo da música em Portugal.
Ao falar da sonoridade do álbum, revela que o pop-rock foi o estilo que mais quis abordar, mantendo sempre o pop, com algumas baladas.
Na construção do álbum, Shawn Mendes, Imagine Dragons e Coldplay foram algumas bandas que serviram de inspiração.
A apresentação do disco irá ser feita no dia 6 de Agosto no Hard Club na cidade do Porto.
Presente entrou diretamente para primeiro lugar do top português de vendas.

### Musicas do álbum
| Nº | Título                      | Single |
| -- | --------------------------- | ------ |
| 01 | "Intro"                     |        |
| 02 | "Sem Medo"                  |        |
| 03 | "Nada Resulta"              |        |
| 04 | "Tal Como Sou"              | ✓      |
| 05 | "Nunca"                     |        |
| 06 | "Se Eu" (ft. Melim)         | ✓      |
| 07 | "Recomeçar"                 | ✓      |
| 08 | "Nada A Perder"             | ✓      |
| 09 | "Cair"                      | ✓      |
| 10 | "Melodia Da Saudade"        | ✓      |
| 11 | "Fim"                       |        |
| -  | "Até Voltares (ft. Jimmy P) |        |

"Até Voltares", música produzida para o álbum Abensonhado, de Jimmy P, e que conta com participação de Fernando Daniel, estará apenas para reserva na edição especial da FNAC.

### Reedição do ÁlbumPresente(+Presente)
A 21 de Janeiro, "Presente", o segundo álbum de Fernando Daniel, lançado em 2020, vai ter direito a uma reedição especial. "+Presente", assim se chama, vai juntar as canções do disco a três duetos. A 6 de Janeiro, foi divulgado o primeiro. Fernando Daniel juntou-se ao músico Carlão no tema 'Nada a Perder', a 13 de janeiro, a segundo colaboração foi com Carolina Deslandes, com a musica "Fim". A 20 de janeiro, saiu "Encontrar", dueto com Piruka.

### Álbuns de estúdio
| Título                          | Certificação       | Ano  | Posição máxima |
| Título                          | Certificação       | Ano  | POR            |
| ------------------------------- | ------------------ | ---- | -------------- |
| "Salto"                         | AFP: Disco de Ouro | 2018 | 1              |
| "Presente"                      | AFP: Disco de Ouro | 2020 | 1              |
| "Reedição Presente" (+Presente) | AFP: Disco de Ouro | 2022 | 1              |
| "V.HS (Vol.1)"                  |                    | 2023 | 1              |

### Singles
| Título                         | Ano  | Posição máxima | Certificação                | Álbum                         |
| Título                         | Ano  | POR            | Certificação                | Álbum                         |
| ------------------------------ | ---- | -------------- | --------------------------- | ----------------------------- |
| "Espera"                       | 2017 | 46             | - AFP: Single de Platina    | Salto                         |
| "Nada Mais"                    | 2018 | 56             | - AFP: Single de Ouro       | Salto                         |
| "Mágoa"                        | 2018 | —              | —                           | Salto                         |
| "Voltas"                       | 2018 | 51             | - AFP: Single de Platina    | Salto                         |
| "Tal Como Sou"                 | 2019 | 75             | - AFP: Single de Platina    | Presente                      |
| "Melodia da Saudade"           | 2019 | 90             | AFP: Single de Platina      | Presente                      |
| "Se Eu" (com Melim)            | 2019 | 29             | - AFP: Single dupla Platina | Presente                      |
| "Cair"                         | 2020 | —              | —                           | Presente                      |
| "Recomeçar"                    | 2020 | —              | - AFP: Single de Ouro       | Presente                      |
| "Nada a Perder"                | 2020 | —              | —                           | Presente                      |
| "Sem TI" (com Agir)            | 2020 | 171            | - AFP: Single de Ouro       | Reedição Presente (+Presente) |
| "Até Voltares" (Com Jimmy P)   | 2019 |                | —                           | Reedição Presente (+Presente) |
| "Raro"                         | 2021 | 156            | —                           | Reedição Presente (+Presente) |
| "Nada a Perder" (com Carlão)   | 2022 | —              | —                           | Reedição Presente (+Presente) |
| "Fim" (com Carolina Deslandes) | 2022 | —              | —                           | Reedição Presente (+Presente) |
| "Encontrar" (Com Piruka)       | 2022 | 56             | —                           | Reedição Presente (+Presente) |
| "Suprior" (Com ProfJam)        | 2022 | 141            | —                           |                               |
| "Prometo"                      | 2022 | —              | —                           | V.HS (Vol.1)                  |
| "Metade"(Com Beatriz Rosário)  | 2023 | —              | —                           | V.HS (Vol.1)                  |
| "Casa"                         | 2023 | 135            | —                           | V.HS (Vol.1)                  |

### Participação em singles para outros artistas
| Título                                             | Ano  | Posição máxima AFP | Certificação | Álbum                     |
| -------------------------------------------------- | ---- | ------------------ | ------------ | ------------------------- |
| "Até Voltares" (Jimmy P featuring Fernando Daniel) | 2019 | —                  | —            | "Abensonhado" / +Presente |

## Ações de Cariz de Solidariedade
- Em outubro de 2019, Fernando convida Maggie, uma fã para subir ao palco com ele, que na qual sofria de cancro. A 19 de Novembro, Fernando anuncia que a menina havia morrido e decide doar na totalidade todo o dinheiro que fizera com a música "Melodia da Saudade" uma das preferidas de Maggie a uma entidade responsável por cuidar com pessoas que sofrem de cancro.

"Até sempre Maggie. Podia dizer que já perdi o dia com a notícia da tua partida, mas estaria a ser egoísta. Tu perdeste uma vida aqui... e que injusto isso é. Prometo nunca me esquecer de ti. Brilha para todos nós, sim?", escreveu o cantor.
"Irei doar na totalidade o dinheiro que a "Melodia da Saudade" render (compras, streaming, etc...) a uma entidade, que não quero tornar pública, responsável por cuidar das pessoas com cancro", escreveu o cantor nas redes sociais.
- No dia 23 de Maio, Fernando dá um concerto live stream em direto de Ovar a partir da escadaria da Igreja Matriz de São Cristóvão, sem público, respeitando as normas de segurança COVID-19 numa atuação transmitida em direto no seu canal de YouTube. No início da pandemia de Covid-19, Ovar foi uma das regiões mais atingidas em Portugal, tendo adotado as medidas mais complexas em todo o território, de que é exemplo o cerco sanitário. Agora, no contexto deste regresso progressivo à normalidade, Fernando Daniel, que reside em Ovar, quis valorizar toda a coragem e prudência com que os responsáveis responderam a esta crise, agradecendo a todos os profissionais de saúde e trabalhadores que estão na linha da frente. Recomeçar Em Ovar é o nome da iniciativa, que durante o concerto foi disponibilizado um NIB para donativos para o projeto Mãos Solidárias, que tem apoiado os habitantes mais carenciados em Ovar.[63]

“Decidi oferecer este presente à cidade que me acolhe há 3 anos, e que lutou com imensa coragem e inteligência contra o avanço desta grave pandemia. Estão todos de parabéns: responsáveis locais, autoridades, médicos, profissionais de saúde e todos aqueles que têm trabalhado incansavelmente na linha da frente. Quis agradecer da maneira que mais gosto e partilhar convosco este momento especial. Vamos recomeçar em Ovar!” - Escreveu o cantor no seu canal de Youtube.
- O meu Maior Sonho" é um tema escrito e interpretado por Fernando para integrar a nova campanha de prevenção e sensibilização da meningite meningocócica da Pfizer.[64]
- Carolina Deslandes, Fernando Daniel e Carlão juntaram-se com a Staples, para o combate contra o bullying no regresso às aulas. Os 3 cantores criaram uma musica exclusiva "Voltamos Juntos", que fala sobre a importância da amizade e do apoio dos que estão mais próximos. Esta iniciativa irá terminar num concerto exclusivo com os 3 cantores no dia 2 de Outubro de 2021.[65]

## Prémios
| Ano  | Prémio                                | Categoria                                 | Trabalho nomeado                       | Resultado |
| ---- | ------------------------------------- | ----------------------------------------- | -------------------------------------- | --------- |
| 2017 | Prémios Quinto Canal                  | Artista Revelação Nacional                |                                        | Venceu    |
| 2019 | Fornova Melhores do Ano Nova Era      | Artista Revelação                         |                                        | Venceu    |
| 2019 | Prémios Quinto Canal                  | Melhor Música Nacional - ("Tal Como Sou") |                                        | Venceu    |
| 2019 | MTV Europe Music Awards               | Melhor Artista Português                  |                                        | Venceu    |
| 2020 | Prémio 5 Estrelas                     | Personalidade - Música                    |                                        | Venceu    |
| 2020 | Prémios Play                          | Melhor Artista Masculino                  |                                        | Venceu    |
| 2020 | MTV Europe Music Awards               | Melhor Artista Português                  |                                        | Venceu    |
| 2020 | Prémios Quinto Canal                  | Melhor Artista Masculino                  |                                        | Indicado  |
| 2021 | Prémios Quinto Canal                  | Melhor Artista Masculino                  |                                        | Venceu    |
| 2025 | International Portuguese Music Awards | Videoclipe do Ano                         | "Dois" (realizado por Xander da Silva) | Venceu    |

## Curiosidades
- Em 2016, no The Voice Portugal 2016, do qual saiu vencedor, a prova cega de Fernando Daniel foi a mais visualizada de todos os The Voice e considerada a melhor performance desse mesmo ano com a música "When We Were Young  e elevando por completo o formato The Voice Portugal a novos horizontes. Na noite da grande final do The Voice Portugal 2016  o  nome do programa atingiu no segundo lugar do trending topics do Twitter mundialmente.
- No final de Dezembro de 2020, a prova cega de Fernando Daniel atingiu a incrível marca das 100 Milhões de visualizações no YouTube.[79]
- A 31 de Janeiro, Fernando como mentor do The Voice Kids Portugal, repete a prova cega com que venceu em 2016[80] e essa mesma repetição, fez com que fosse eleito a melhor prova cega do mês de Janeiro para o "The Voice Global" mesmo não sendo como concorrente.[81]
- Em 2017 lançou o seu primeiro single "Espera" o único na altura e com apenas uma música tornou-se o músico português mais ouvido das rádios nacionais desse ano.[82]
- No dia 10 de Julho de 2019, cantou "Flashlight" com a cantora internacional Jessie J no festival EDP Cool Jazz.[83]
- Fernando tem uma cadela chamada "Arya", fazendo referencia à famosa personagem Arya Stark da série Game of Thrones que na qual é apreciador.
- É admirador de artistas como James Arthur, James Morrison, Ed Sheeran, Shawn Mendes e Adele.
- É adepto confesso do Futebol Clube do Porto.
- Na tour do seu primeiro álbum, intitulado "Tour Salto" Fernando Daniel realizou cerca de 150 concertos em menos de 2 anos.
- Fernando Daniel ao vencer o prémio para melhor Artista Português, teve o direito de estar presente na cerimonia de entrega dos prémios ao lado das grandes estrelas internacionais em Sevilha, Espanha no dia 3 de Novembro de 2019.[84]
- A música "Melodia da Saudade" foi lançada a 31 de Agosto de 2019 e teve com intuito de homenagear o avô que tinha falecido 6 anos antes. Mais tarde no dia 25 de Outubro na apresentação do tema "Se eu" confessa a Cristina Ferreira no O Programa da Cristina que esse avô não é "avô" de sangue mas que era como se o sentisse dessa forma visto que foi uma pessoa importante para si na sua fase de criança. Já emocionado, Cristina Ferreira, desafia Fernando Daniel a cantar a mesma música ao piano.“Era a pessoa com o coração mais bonito que eu conheci e houve uma fase na minha vida, eu e a minha família, uma fase menos boa. O meu pai teve um acidente de viação e era só a minha mãe que trabalhava na altura…e esta pessoa foi uma pessoa que não sendo da família foi a primeira pessoa que lá esteve”, .[85]
- A 16 de Março Fernando Daniel junta-se a uma iniciativa chamada Festival "Eu Fico Em Casa" (#EuFicoEmCasa) e consiste na transmissão de concertos que 78 músicos portugueses vão fazer durante meia hora, a partir das suas casas e a transmitir através da rede social Instaram. O festival é um apelo para que as pessoas fiquem em casa, para evitar a propagação da doença Covid-19.[86]
- Georgina Rodríguez que é um fã assumida da prova cega de Fernando Daniel convida o cantor para cantar e surpreender o seu namorado, Cristiano Ronaldo, num jantar  para amigos e outras celebridades.

No dia seguinte, o cantor explica o sentimento que foi cantar para um dos seus ídolos.
"Eu ontem concretizei um sonho. Fui convidado pela Georgina para fazer uma surpresa ao Cristiano num jantar. Cantei para o Cristiano, para a Georgina, para os amigos deles e para outras personalidades", "É realmente um motivo de orgulho cantar para o Cristiano. É uma pessoa que admiro bastante. É uma pessoa em quem eu me inspiro profissionalmente, para trilhar o meu caminho também. Só vos posso dizer que ainda nem acredito que isto aconteceu. Estou realmente muito contente. Fiquei muito contente por perceber que o Cristiano Ronaldo e todos eles conheciam as minhas músicas. O Cristiano Ronaldo gosta muito da 'Melodia da Saudade' que é uma música especial para mim. Foi realmente uma noite muito importante"